# Фридрих Генрих Саксен-Цейц-Пегау-Нейштадтский
Фридрих Генрих Саксен-Цейц-Пегау-Нейштадтский (нем. Friedrich HeinrichSachsen-Zeitz-Pegau-Neustadt; 21 июля 1668 — 18 декабря 1713) — единственный герцог Саксен-Цейц-Пегау-Нейштадтский с 1699 года.

## Биография
Фридрих Генрих был младшим сыном саксен-цейцского герцога Морица и его второй жены Доротеи Марии Саксен-Веймарской.
В войне Аугсбургской лиги он воевал против Франции в войсках саксонского курфюрста Иоганна Георга III, и в 1699 году получил в апанаж от старшего брата Морица Вильгельма, разделявшему с ним интерес к мистицизму, алхимии и магии, замок в Пегау и город Нойштадт-на-Орле.
17 февраля 1710 года скончался его племянник Фридрих Август Саксен-Цейцский (сын и наследник Морица Вильгельма), и Фридрих Генрих оказался первым в линии наследования герцогства Саксен-Цейц. Однако он сам скончался в 1713 году.

## Семья и дети
23 апреля 1699 года Фридрих Генрих женился в Эльсе на Софии Ангелике Вюртемберг-Эльсской, дочери герцога Кристиана Ульриха I Вюртемберг-Эльсского и Анны Елизаветы Ангальт-Бернбургской. Брак был бездетным, жена скончалась через 18 месяцев после свадьбы.
27 февраля 1702 года в цейцском замке Морицбург Фридрих Генрих женился на Анне Фридерике Филиппине Шлезвиг-Гольштейн-Зондербург-Визенбургской. У них было двое детей:
- Мориц Адольф Карл (1702—1759)
- Доротея Шарлотта (1708—1708)

## Проблемы наследования
На момент смерти Фридриха Генриха его сыну Морицу Адольфу было всего 11 лет, поэтому опекуном при нём стал бездетный дядя Мориц Вильгельм Саксен-Цейцский, чьим наследником также являлся Мориц Адольф. В 1718 году Мориц Адольф избрал духовную карьеру и отказался от прав на герцогство. В том же году скончался и Мориц Вильгельм, и все саксен-цейцские земли отошли курфюршеству Саксония.